# ネストヴェズ

紋章

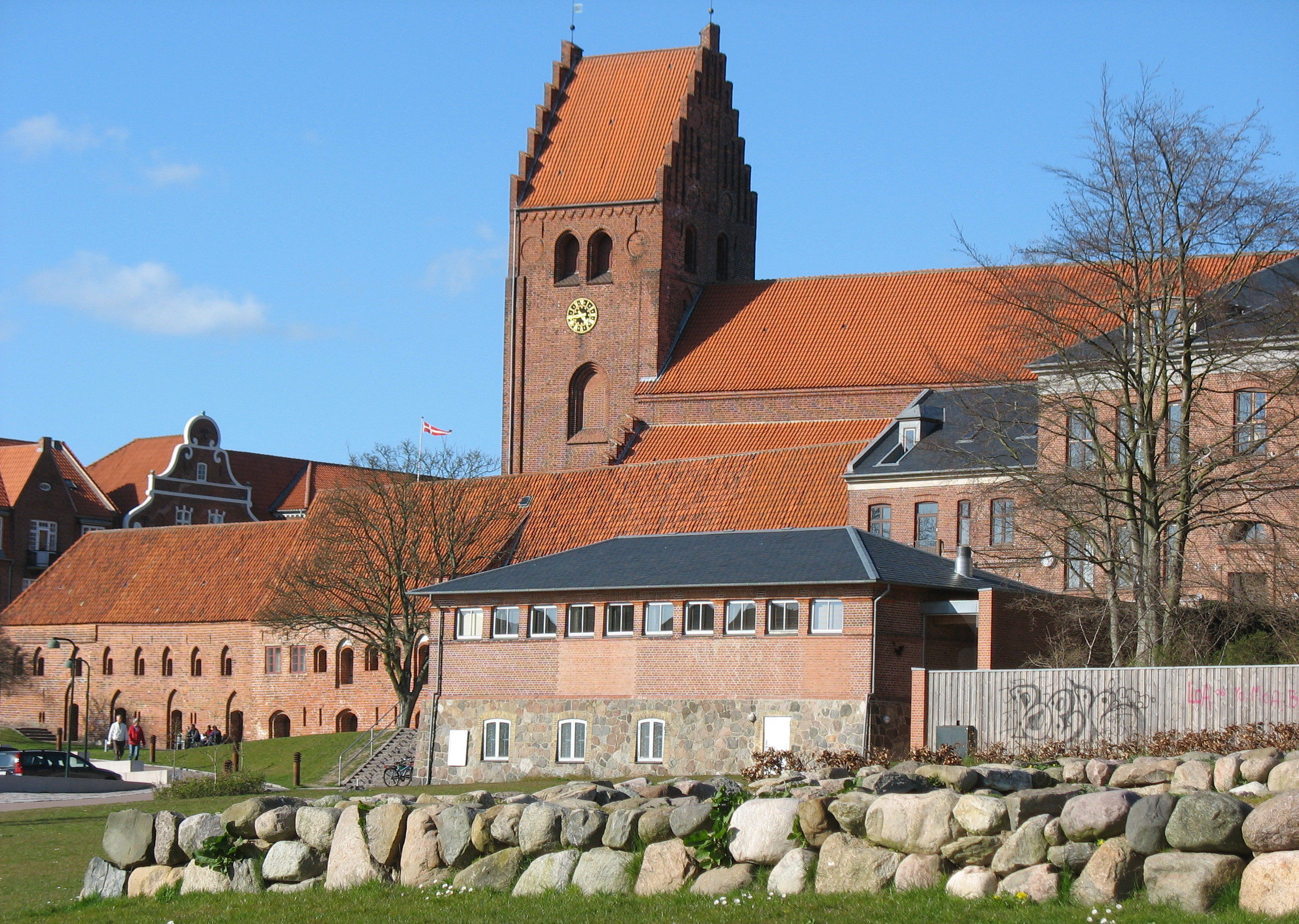
サンクト・ペールス教会

ネストヴェズ （Næstved [ˈnestve̝ð]）は、デンマークの都市。シェラン島（シェラン地域）の都市。首都コペンハーゲンから1時間ほどの距離にあり、コペンハーゲンのベッドタウンとなっている。
人口は44,331人（2022年1月現在）。
県は2007年に近隣の市町村と合併し、人口80,000人以上を抱える都市圏となった。
巨大ショッピングモールのある、重要な商業の中心地である。

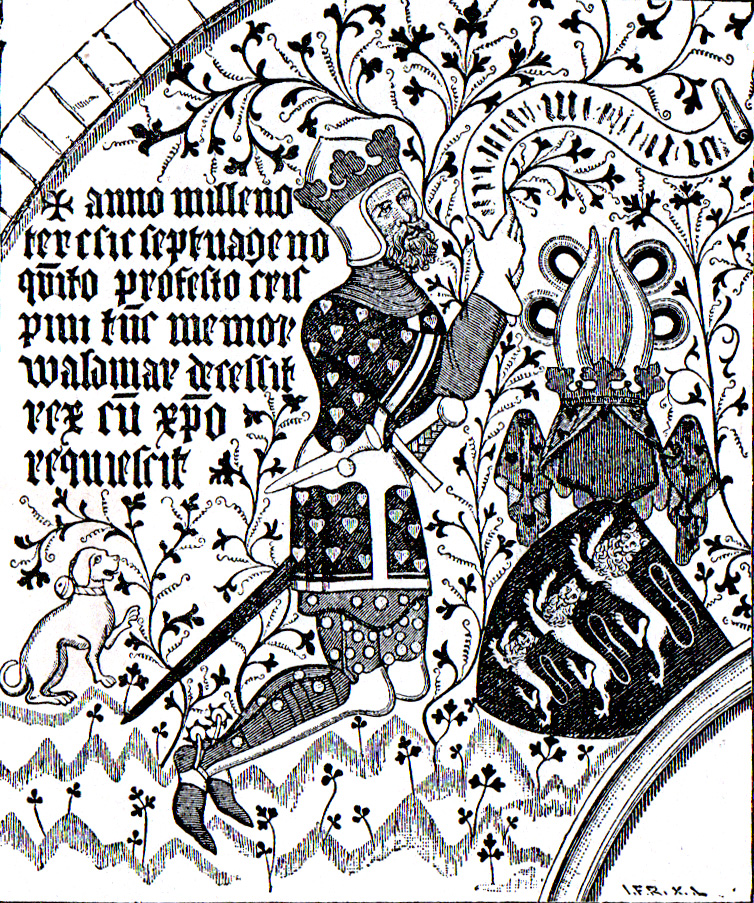
ヴァルデマー4世が、ネストヴェズのサンクト・ペールス教会でフレスコを見せる図

ネストヴェズの町は近衛兵Gardehusarerの一部隊が設置されていることで知られており、60年以上の歴史があった。彼らは市内の通りで毎週訓練していた。2003年、近衛兵は近隣のスラエルセの基地へ異動となった。

## 歴史
1135年、ベネディクト会の聖職者たちがサンクト・ペールス教会を建て、サンクト・ペールス修道院を設立するために土地を確保した。これがネストヴェズの町の起源となった。

## 友好都市
- イョーヴィーク - ノルウェー
- シャロン＝シュル＝ソーヌ フランス
- イェーヴレ - スウェーデン
- ラウマ - フィンランド
- Bessastadahreppur - アイスランド